# سليمان باشا العظم
سليمان باشا العظم كان حاكم إيالة صيدا (1727-1733)، وإيالة دمشق (1733-1738 ، 1741-1743)، وإيالة مصر ( 1739-1740) في عهد الدولة العثمانية. ينتمي إلى عائلة العظم، وهو ابن إبراهيم باشا العظم وعم أسعد باشا العظم الذي خلفه في منصب والي دمشق وسعد الدين باشا العظم، الذي شغل أيضًا منصب والي مصر.

## حياته
وُلي طرابلس وصار جرداوياً لاخيه شقيقه الوزير إسماعيل ثم وُلي صيدا، وبها انتهت إليه الوزارة ثم وُلي صيدا ثانية ثم وُلي دمشق سنة 1146 – 1151 بامارة الحج وحج للمرة الخامسة بحجيج الشام ثم وُلي مصر وعاد إلى دمشق فوليها سنتين 1154 – 1156.
وجاء في كتاب (ولاة دمشق) صفحة 65 "في التاسع من شعبان سنة 1146 نهار يوم الخميس دخل والي دمشق سليمان باشا العظيم زاده المنفصل عن صيدا. وجاء في الصفحة 78 "خرج سليمان باشا إلى الحج ولما عاد أقام الافراح ورفع المظالم وعمّر عمارة كبيرة" عُزل في سنة 1151.
وقال أيضا (وفي غرة رجب سنة 1154 دخل الشام ثانية، منفصلا عن مصر).
وجاء في تاريخ الجبرتي جزء 1 صفحة 155-156 ان سليمان باشا الشهير بابن العظم تولى ولاية مصر سنة 1152 وعُزل في السنة التالية. ويقول البديري في يومياته:
ثم توسع البديري بذكر ما قام به سليمان باشا من الأعمال الذي قام بها نشر الأمن، ومن جملة ما رواه عنه قوله:
واستمرالسيد البديري يعدد مناقب صاحب الترجمة إلى أن وصل إلى الخبر التالي:
وفي الجزء الرابع من تاريخ سوريا المجلد السابع ليوسف الدبس صفحة 375 وما بعدها إلى 385 أخبار عن مناوشات جرت بين سليمان باشا وبين امراء لبنان أيدها الأمير حيدر الشهابي في تاريخه عن لبنان.
وأخيرا أنقل هذه الفقرة للخوري ميخائيل بريك الدمشقي من تاريخه المسمى (وثائق تاريخيه – للكرسي الملكي الانطاكي) وتقع حوادثه بين سنتي 1720 و1782 ميلادية حيث قال في الصفحة 8 منه :((عين سليمان باشا العظم لدمشق وكان حاكما عادلا رفع المظالم عن جميع الحرف، وعمر السرايا(4) الخ وفي سنة 1744 ركب إلى طبريا لمحاربة ظاهر العمر وهناك مات وقيل مسموما. واحضروه للشام وغسل ودفن في مدفن آل العظم بجوار بلال الحبشي – ويا حيفه يموت-....)) أي دفن في مقبرة الباب الصغير، وقد ذكر البديري في يومياته في الصفحة 45 كيف مات ودفن وماقام به الدفتردار فتحي الفلاقنسي من أعمال بربرية في سبيل الاستيلاء على خزائنه واملاكه والتضييق على عائلته وتعذيبها واقامته عليها حرسا بالليل والنهار وأن أخاه أسعد باشا انتقم فيما بعد من هذا الدفتردار انتقاما شديدا لما ارتكبه من الفظائع في هذا السبيل. ثم قال : ((رحمة واسعة فقد كان وزيرا عادلا حليما صاحب خيرات ومبرات محبا للعلماء واهل الصلاح وقد أبطل مظالم كثيرة)) ويروي التاريخ أن سليمان باشا بنى مدرسة السليمانية بدمشق كما تقدم.
كما ذكر أخباره محمد كرد علي في كتابه خطط الشام.